# Montereau-Fault-Yonne
Montereau-Fault-Yonne är en kommun i departementet Seine-et-Marne i regionen Île-de-France i norra Frankrike. Kommunen ligger i kantonen Montereau-Fault-Yonne som tillhör arrondissementet Provins. År 2022 hade Montereau-Fault-Yonne 21 840 invånare.

## Befolkningsutveckling
Antalet invånare i kommunen Montereau-Fault-Yonne
| Referens: INSEE |